# Pacsirtasármány
A pacsirtasármány (Emberiza impetuani) a madarak osztályának verébalakúak (Passeriformes) rendjébe és a sármányfélék (Emberizidae) családjába tartozó faj.
A magyar név forrással nincs megerősítve.

## Előfordulása
Angola, Botswana, a Dél-afrikai Köztársaság, Lesotho, a Kongói Demokratikus Köztársaság, Namíbia, Szváziföld, Zambia és Zimbabwe területén honos.

## Alfajai
- Emberiza impetuani eremica
- Emberiza impetuani impetuani
- Emberiza impetuani sloggetti